# Starogard Gdański (gmina wiejska)
Starogard Gdański – gmina wiejska w województwie pomorskim, w powiecie starogardzkim. W latach 1975–1998 gmina położona była w województwie gdańskim.
W skład gminy wchodzi 27 sołectw: Barchnowy, Brzeźno Wielkie, Ciecholewy, Dąbrówka, Jabłowo, Janin, Janowo, Klonówka, Kokoszkowy, Kolincz, Koteże, Krąg, Linowiec, Lipinki Szlacheckie, Nowa Wieś Rzeczna, Okole, Owidz, Rokocin, Rywałd, Siwiałka, Stary Las, Sucumin, Sumin, Szpęgawsk, Trzcińsk, Zduny, Żabno
Siedziba gminy to Starogard Gdański.
Według danych z 30 czerwca 2004 gminę zamieszkiwały 13 193 osoby.

## Struktura powierzchni
Według danych z roku 2002 gmina Starogard Gdański ma obszar 196,16 km², w tym:
- użytki rolne: 61%
- użytki leśne: 28%

Gmina stanowi 14,58% powierzchni powiatu.

## Demografia

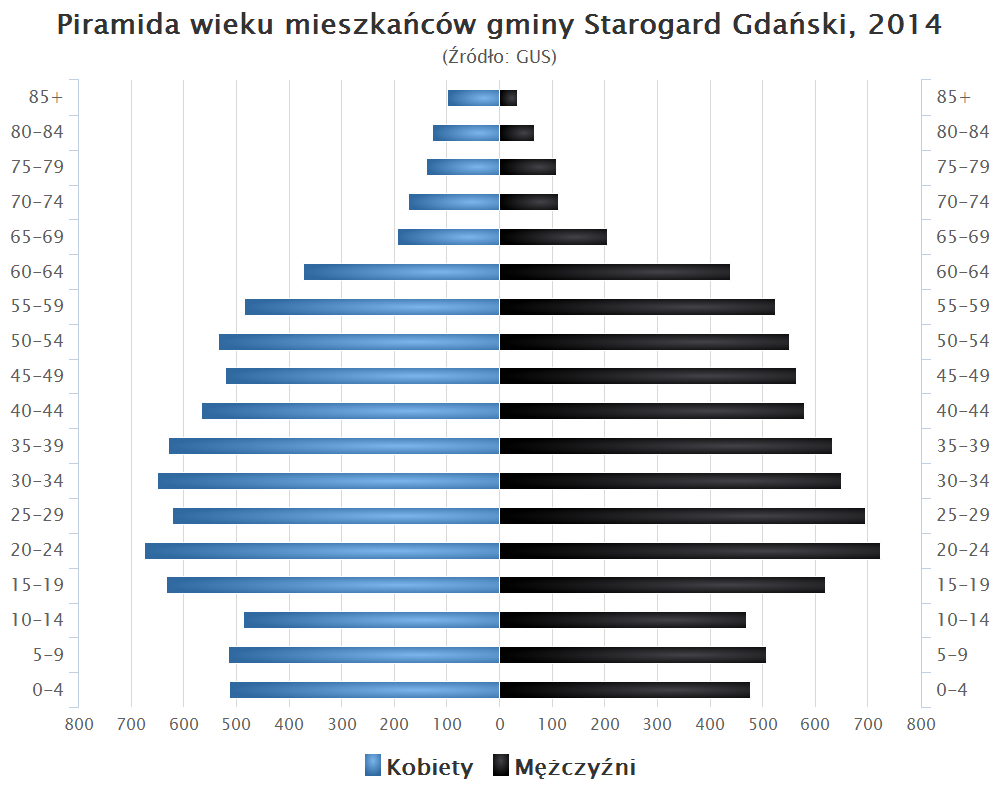
Piramida wieku mieszkańców gminy Starogard Gdański w 2014 roku

Dane z 30 czerwca 2004:
| Opis                              | Ogółem | Ogółem | Kobiety | Kobiety | Mężczyźni | Mężczyźni |
| --------------------------------- | ------ | ------ | ------- | ------- | --------- | --------- |
| jednostka                         | osób   | %      | osób    | %       | osób      | %         |
| populacja                         | 13 193 | 100    | 6482    | 49,1    | 6711      | 50,9      |
| gęstość zaludnienia (mieszk./km²) | 67,3   | 67,3   | 33      | 33      | 34,2      | 34,2      |

## Pozostałe miejscowości niesołeckie
Brunswałd, Helenowo, Jabłowo (osada leśna), Kręski Młyn, Marywil, Najmusy, Owidz-Młyn, Płaczewo, Semlin, Stary Las (osada), Żygowice

## Sąsiednie gminy
Bobowo, Lubichowo, Pelplin, Skarszewy, Starogard Gdański, Subkowy, Tczew, Zblewo